# Neshaq
Neshaq (persiska: نشق) är en ort i Iran.   Den ligger i provinsen Östazarbaijan, i den nordvästra delen av landet, 400 km nordväst om huvudstaden Teheran. Neshaq ligger 1 830 meter över havet och antalet invånare är 460.
Terrängen runt Neshaq är bergig, och sluttar söderut. Runt Neshaq är det ganska glesbefolkat, med 40 invånare per kvadratkilometer. Närmaste större samhälle är Tark, 11,3 km sydost om Neshaq. Trakten runt Neshaq består i huvudsak av gräsmarker.